# 1873 en Italie
Chronologie de l'Italie
- 1869
- 1870
- 1871
- 1872
- 1873
- 1874
- 1875
- 1876
- 1877

Cette page concerne l'année 1873 du calendrier grégorien.
Chronologie de l'Europe

## Événements
- 6 janvier : fondation des Filles de la Charité du Très Précieux Sang à Pagani[1].
- 31 janvier : parution du premier numéro de la revue La Scuola Cattolica[2].

- 10 juillet : Marco Minghetti succède à Giovanni Lanza comme président du Conseil[3]. Ce dernier avait adopté des mesures très fermes à l’égard du pape : suppression des ordres religieux à Rome et obligation aux prêtres de faire le service militaire. Minghetti continue sa politique d’assainissement financier. Le gouvernement adopte de nouvelles lois contre les propriétés ecclésiastiques.
- 16-22 septembre et 22-25 septembre : Victor-Emmanuel II d'Italie visite officiellement Vienne et Berlin[4].

## Naissances en 1873
- 1er avril : Pietro Agosti,  ingénieur et homme politique italien. († 29 avril 1930)
- 1er août : Guelfo Civinini (it), écrivain, poète, journaliste et explorateur. († 10 avril 1954)

## Décès en 1873
- 29 avril : Ignazio Marini, 61 ans, chanteur d'opéra (basse), créateur de différents rôles dans des opéras de Gaetano Donizetti, Saverio Mercadante et Giuseppe Verdi. (° 28 novembre 1811)
- 5 juillet : Giovanni Carnovali, 68 ans, peintre. (° 29 septembre 1804).
- 7 juillet : Salvatore Agnelli, 56 ans, compositeur.  (° 1817).
- 27 septembre : Alfonso Chierici, 57 ans, peintre néo-classique. (° 9 janvier 1816)